# 向山宏
向山 宏（むこうやま ひろし、1915年（大正4年）2月16日 - 没年不明）は日本映画の合成技師。長野県出身。

## 経歴
1940年（昭和15年）12月1日に東宝映画に入社。元々は着物の模様師を務めていたが、「ぜいたくは敵だ」とする戦時中の国策により仕事がなくなる。その頃、美術学校に通っていた兄が、映画『姉妹の約束』で使用する彫刻の製作のため東宝映画に行っていた際に、美術担当から合成担当の人材として絵描きを求めているという話を聞き、向山に話を持ちかけた。
合成撮影や合成作画を経験し、1942年に合成技師となる。同期には、同じく作画合成を担当する渡辺善夫がいた。
東宝争議の際は退社し、日映演に身を置く。1950年に東宝に復社して以来、円谷英二の良きパートナーとして東宝特撮映画を支え、合成といえば「向山合成」と称されるなった。特殊技術課設置以降は合成係の係長となる。1970年に退社。

## 人物
1963年にオックスベリー社製のオプチカル・プリンターが導入されるまでは、自作のプリンターを用いて合成作業を行っていた。特技監督の中野昭慶は、向山の手先の器用さは円谷を上回るものであったと評している。また、後年のインタビューで中野は、オプチカルプリンター自体はなくなったが向山の技術は後輩に受け継がれていると語っている。
東宝の田中友幸は、『ゴジラ』（1954年）での逃げ惑う群集に上からのしかかるように歩くゴジラをワンカットで合成したシーンを高く評価している。
和洋問わず楽器の演奏にも長けており、特に尺八はプロを唸らせるほどの腕前であったという。また、円谷と三味線について談義していることも多かった。

## 主な参加作品
- 1943年 - 姿三四郎[3]
- 1954年 - 太平洋の鷲
- 1954年 - さらばラバウル
- 1954年 - ゴジラ[4]
- 1955年 - ゴジラの逆襲
- 1955年 - 獣人雪男
- 1956年 - 白夫人の妖恋
- 1956年 - 殉愛
- 1956年 - 空の大怪獣ラドン
- 1957年 - 地球防衛軍
- 1958年 - 美女と液体人間
- 1958年 - 大怪獣バラン
- 1959年 - 孫悟空
- 1959年 - 潜水艦イ-57降伏せず
- 1959年 - 日本誕生
- 1960年 - 電送人間
- 1960年 - ハワイ・ミッドウェイ大海空戦 太平洋の嵐
- 1961年 - 大坂城物語
- 1961年 - モスラ
- 1961年 - 紅の海
- 1961年 - ゲンと不動明王
- 1961年 - 世界大戦争
- 1962年 - 妖星ゴラス
- 1962年 - キングコング対ゴジラ
- 1963年 - 太平洋の翼
- 1963年 - 青島要塞爆撃命令
- 1963年 - マタンゴ
- 1963年 - 大盗賊
- 1963年 - 女の歴史
- 1963年 - 海底軍艦
- 1964年 - モスラ対ゴジラ
- 1964年 - 宇宙大怪獣ドゴラ
- 1964年 - 三大怪獣 地球最大の決戦
- 1965年 - 太平洋奇跡の作戦 キスカ
- 1965年 - フランケンシュタイン対地底怪獣
- 1965年 - 大冒険
- 1965年 - 怪獣大戦争
- 1966年 - ゼロ・ファイター 大空戦
- 1966年 - フランケンシュタインの怪獣 サンダ対ガイラ
- 1966年 - ゴジラ・エビラ・モスラ 南海の大決闘
- 1967年 - キングコングの逆襲
- 1967年 - 怪獣島の決戦 ゴジラの息子
- 1968年 - 怪獣総進撃
- 1968年 - 連合艦隊司令長官 山本五十六
- 1969年 - 緯度0大作戦
- 1969年 - 日本海大海戦
- 1969年 - ゴジラ・ミニラ・ガバラ オール怪獣大進撃[4]
- 1970年 - ゲゾラ・ガニメ・カメーバ 決戦!南海の大怪獣[3]
- 1987年 - 漂流教室[3]

## 受賞歴
- 1948年 - 日本映画技術賞[2]